# Foxtonia barbatula
Foxtonia barbatula is een eenoogkreeftjessoort uit de familie van de Spinocalanidae. De wetenschappelijke naam van de soort is voor het eerst geldig gepubliceerd in 1963 door Hulsemann & Grice.